# Фильм о друзьях-полицейских
Фильм о друзьях-полицейских (англ. buddy cop) — телевизионный и кинематографический жанр с сюжетами с участием двух людей очень разных и противоречивых личностей, которые вынуждены работать вместе, чтобы раскрыть преступление и/или победить преступников, иногда учась друг у друга в процессе. Обычно это либо полицейские, либо секретные агенты, но некоторые фильмы или сериалы, которые не о двух офицерах, всё ещё могут называться фильмами/сериалами о друзьях-полицейских. Это поджанр бадди-муви. Это могут быть либо комедии, либо боевики.
Часто, хотя и не всегда, два героя имеют разную этническую принадлежность или культуру. Однако, независимо от этнической принадлежности, центральное различие обычно заключается в том, что один «более предельный», чем другой: вспыльчивый иконоборец в паре с более вспыльчивым партнёром. Часто «Дикий» партнер — это младший из двух, а даже вспыльчивый партнер имеет больше терпения и опыта. Эти фильмы иногда также содержат вариацию хорошего полицейского/плохого полицейского, в котором один партнер более добрый и законопослушный, в то время как другой — уличный полицейский «старой школы», который склонен нарушать правила. Другим частым сюжетным устройством этого жанра является размещение одного из партнёров в незнакомой обстановке (например, в другом городе или зарубежной стране) или роли (например, требующей полицейской полевой работы не полицейского, новичка или офисного «насточного жокея»). В этих случаях они обычно руководствуются другим партнёром.
В своей рецензии на фильм «Час пик» Роджер Эберт придумал термин «фильм Вунза», чтобы описать этот поджанр, каламбур на фразу «Один...», который можно использовать для описания контрастов между двумя персонажами в типичном фильме.
Клише было высмеяно в фильме «Последний киногерой». В то время как фильм сам по себе был фильмом о друзьях-полицейских (т. е. сопряжением вымышленного полицейского с реальным мальчиком), полицейский департамент фильма обязательно назначил всем полицейским конфликтного друга для работы, даже до крайности одного офицера, связанного с мультяшным котом.
Поджанр фильма о друзьях-полицейских — это buddy cop-dog movie, который объединяет полицейского с собакой, но использует тот же элемент маловероятного партнёрства для создания комичных шуток. Примерами являются «Тёрнер и Хуч», «Суперищейка» и «K-9».

## История
Японский фильм Акиры Куросавы «Бездомный пёс» с Тосиро Мифунэ и Такаси Симурой в главных ролях считается предшественником фильма о друзьях-полицейских. Другими ранними примерами жанра являются американские фильмы «Полуночная жара» и «Халява и фасоль». Позже жанр был популяризирован фильмом «Сорок восемь часов» с Эдди Мёрфи и Ником Нолти в главных ролях, а также фильмом «Полицейский из Беверли-Хиллз» вместе с его продолжением «Полицейский из Беверли-Хиллз 2», все три являются одними из самых успешных фильмов о друзьях-полицейских. Жанр был дополнительно популяризирован фильмом «Бегущий страх» с Грегори Хайнсом и Билли Кристалом в главных ролях и фильмом «Смертельное оружие» с Мелом Гибсоном и Дэнни Гловером в главных ролях. Жанр неоднократно пересматривался создателем «Смертельного оружия» Шейном Блэком, который продолжал писать сценарии к фильмам «Последний бойскаут», «Последний киногерой», «Поцелуй навылет» и Славные парни, все из которых играют на тему несовпадающих-партнёров (если не всегда специально копов).